# Temple de Ramsès II a Abidos

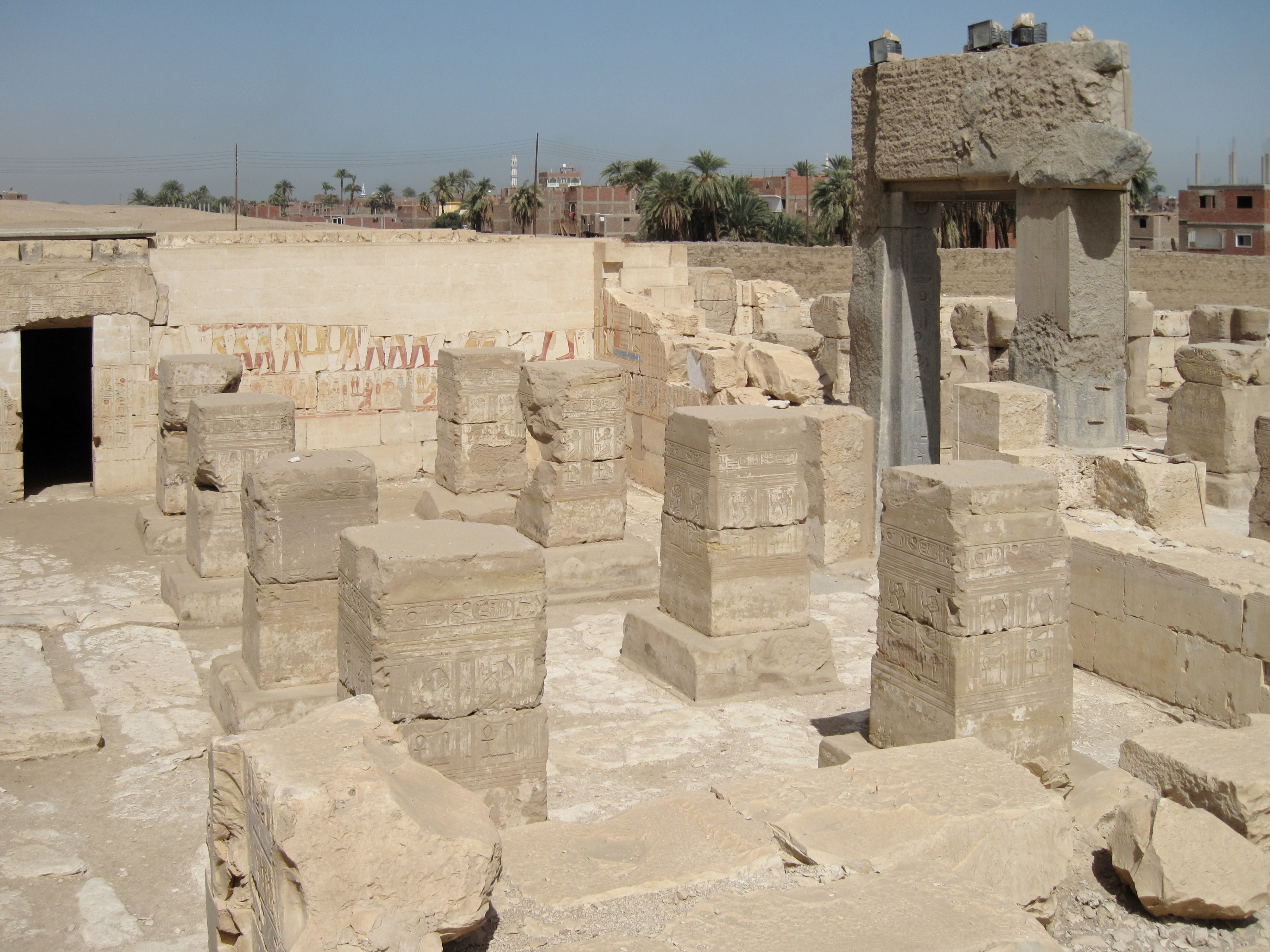
Restes de la primera sala hipòstila

El temple de Ramsès II a Abidos fou el principal temple construït a la ciutat d'Abidos pel faraó Ramsès II. Es troba a menys d'un km del temple de Seti I, a tocar del llogaret de Beni Mansur.
Fou construït en honor del faraó. Les portes són de granit rosa i negre, els pilars són de pedra calcària, i el santuari és d'alabastre; les parets eren de plaques de pedra i mesuraven únicament uns 2 metres d'altura. Fou dedicat a Osiris com a deïtat principal. S'accedia per dos pilons a una cambra de peristil rodejada per pilars (que no s'han conservat) i probablement estàtues d'Osiris; seguia el pòrtic en direcció sud-oest amb una capella a cada costat (una dedicada a Seti I i els seus ancestres divinitzats, i l'altre a Ramsès II i als nou principals déus) i al centre l'entrada a la sala hipòstila des de la qual es passava a una segona sala hipòstila, quedant a l'esquerra entrant les escales que anaven al sostre i a la dreta la sala de l'aparició, que tenia escenes de Ramsès II al llarg de la seva vida. La segona sala hipòstila tenia 8 columnes de pedra calcària i tres capelles a cada costat (tres dedicades als déus de Tebes i tres als d'Abidos, se suposa). La sala donava accés a tres santuaris: el central era el d'alabastre, dedicat a Osiris; els altres dos eren probablement dedicats a Isis i Horus; a les dues cantonades del temple, als costats dels santuaris, dues sales amb dos columnes cadascuna, probablement destinades a contenir estàtues.